# 內政部役政司
內政部役政司（簡稱役政司）為內政部業務單位，掌管中華民國兵役行政業務。負責中華民國義務役軍人及短期軍事訓練役男徵集、替代役之徵集、甄訓、管理、權益、召集等事務。

## 歷史
- 1912年1月，依《中華民國臨時政府組織大綱》成立中華民國臨時政府內閣，總統下設立「內務部」。8月，內務部分設總務廳及民治、職方、警政、土木、禮俗、衛生等六司，其中民治司管理地方行政、選舉、國籍、戶籍、自治團體、徵兵、社會救濟等業務。
- 1946年參考美國軍事顧問團意見，將國民政府軍事委員會改組為國防部後，於國防部下設特業參謀部門「國防部兵役局」，主管徵兵事宜。
- 1947年5月16日，臺灣省政府成立，轄下的民政廳成立「臺灣省政府民政廳兵役處」。
- 1955年，內政部增設「內政部役政司」，徵兵業務由民政司移出。
- 1983年4日2日，奉行政院《臺(七十二)防字第六二四五號令》核定，臺灣省政府民政廳兵役處升格為「臺灣省政府兵役處」。
- 1998年3月起，分別依階段性任務遂行，先後成立「行政院兵役替代役推動委員會」、「內政部兵役替代役專案小組」、「內政部役政署規劃小組」、「內政部役政署執行小組」。
- 1999年臺灣省政府功能業務與組織調整後，臺灣省政府民政廳、臺灣省政府兵役處、臺灣省政府社會處、臺灣省合作事業管理處、臺灣省政府地政處等業務整併為內政部中部辦公室，兵役處改為「內政部役政司中部辦公室」。
- 2000年，中華民國正式實施替代役制度。
- 2001年10月，《內政部役政署組織條例》草案經立法院審議通過。

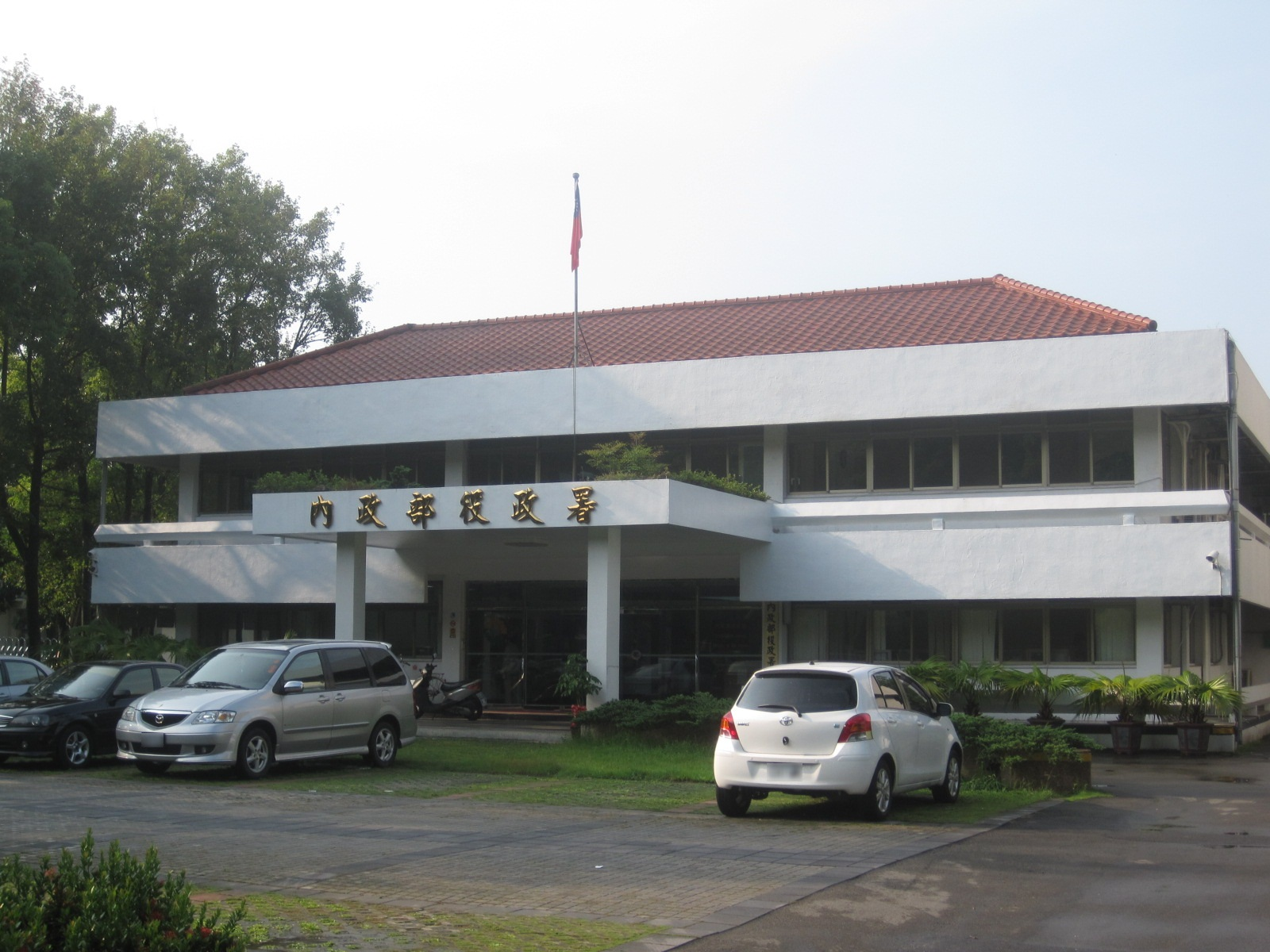
1983年至2023年3月25日使用的中興新村南核心廳舍

- 2002年3月1日，由內政部役政司中部辦公室整合相關單位成立「內政部役政署」。
- 2013年8月21日，制定《內政部役政署組織法》。9月1日實施。
- 2023年3月25日，配合國立中興大學南投分部進駐中興新村，原位在南核心的政府機關開始進行搬遷，內政部役政署率先遷至北核心。5月26日，立法院三讀通過《內政部組織法》修正草案。6月9日，公布修正《內政部組織法》[1]。9月20日，配合內政部新組織架構實施降編業務單位「內政部役政司」、辦公地點改為新北市新店區，原中興新村址改為內政部替代役訓練及管理中心（改直隸內政部）。

## 歷任首長
署長
| 任別 | 姓名   | 就職時間      | 卸任時間      | 備註                 |
| ---- | ------ | ------------- | ------------- | -------------------- |
| 1    | 陳慧文 | 2002年3月1日  | 2004年9月29日 |                      |
| 2    | 鍾台利 | 2004年9月29日 | 2007年8月21日 | 任內病逝             |
| 代理 | 其梅   | 2007年8月21日 | 2007年9月21日 | 副署長暫代           |
| 3    | 郭清泉 | 2007年9月21日 | 2012年7月     |                      |
| 4    | 林國演 | 2012年8月7日  | 2018年1月2日  | 因成功嶺闖哨事件請辭 |
| 5    | 龔昶仁 | 2018年1月2日  | 2022年10月4日 |                      |
| 6    | 沈哲芳 | 2022年10月5日 | 2023年9月19日 |                      |

司長
| 任別 | 姓名   | 就職時間      | 卸任時間 | 備註 |
| ---- | ------ | ------------- | -------- | ---- |
| 1    | 沈哲芳 | 2023年9月20日 | 現任     |      |

## 組織編制
| 內政部役政司 - 司長 - 副司長 - 兵役行政科 - 兵源規劃科 - 役男權益科 - 徵兵檢查科（設於南投） - 兵員配賦科（設於南投） - 替代役規劃科（設於南投） | 內政部替代役訓練及管理中心（與役政司互為平行單位、設於南投） - 主任（役政司司長兼任） - 副主任 - 徵集甄選科 - 教務管考科（設於台中成功嶺） - 裝備補給科（設於台中成功嶺） - 行政管理科（設於台中成功嶺） - 輔導管理科 - 北區督考科 - 南區督考科 - 後勤管理科 - 備役編管科 - 研發替代役科 |

### 替代役公益暨反毒大使團
管理組底下的替代役公益暨反毒大使團創是以創意表演的宣導方式，走遍台灣，將反毒的訊息傳達給每個觀眾。
現今演藝圈許多知名藝人擔任過，例如
| 藝人         | 擔任職位      | 入伍時間                      | 備註                                                                |
| 黃建為       | 樂團組-主唱   | 2009年                        |                                                                     |
| 龔鈺祺       | 樂團組-鍵盤手 | 2010年3月1日~2011年3月31日    | 蘇打綠                                                              |
| 何景揚       | 樂團組-吉他手 | 2010年11月22日~2011年12月22日 | 蘇打綠                                                              |
| 韋禮安       | 樂團組-主唱   | 2010年11月22日~2011年12月22日 | 快樂幫                                                              |
| 王伯源       | 戲劇組-主持   | 2010年8月2日~2011年9月1日     | 金鐘獎兒童少年節目主持人                                            |
| 李國毅       |               | 2012年2月4日~2012年8月初      | 原役期到2013年1月，因入伍後發現腰椎突出壓迫神經，隨即開刀，並辦驗退 |
| 吳忠明       | 樂團組-主唱   | 2012年9月17日~2013年8月30日   | 星光二班                                                            |
| 李友廷       | 樂團組-主唱   | 2013年8月1日~2014年7月22日    | 歌手                                                                |
| 周定緯       | 樂團組-主唱   | 2013年8月26日~2014年8月8日    | 星光一班，獲得103年上半年替代役績優役男                             |
| 嘻小瓜       | 戲劇組-演員   | 2014年2月17日~2015年1月31日   | 超級接班人第一屆                                                    |
| 曾昱嘉       | 樂團組-主唱   | 2014年6月26日~2015年6月       | 超偶四班                                                            |
| 黃豪平       | 戲劇組-演員   | 2017年3月6日~2018年2月16日    | 大學生了沒固定班底、超級模王大道第一屆                              |
| 馮秉軒(餅乾) | 戲劇組-演員   | 2018年~2019年6月              | 超級模王大道第一屆                                                  |

- 入伍時間含新訓時間，真正進入公益大使團時間會再晚約三星期

## 外部連結
- 內政部役政司&替代役訓練及管理中心官網 （页面存档备份，存于）